# Lysiana murrayi
Lysiana murrayi är en tvåhjärtbladig växtart som först beskrevs av F. Muell. & Tate, och fick sitt nu gällande namn av Tieghem. Lysiana murrayi ingår i släktet Lysiana och familjen Loranthaceae. Inga underarter finns listade i Catalogue of Life.